# Матюшкино (Томская область)
Матюшкино — исчезнувшая деревня в Колпашевском районе Томской области. На момент упразднения входила в состав Чажемтовского сельсовета. Упразднена в 2004 году.

## География
Деревня располагалась на левом берегу реки Чая, в 12 км (по прямой) к северо-западу от села Чажемто.

## История
Деревня была основана в 1918 г. В 1928 году деревня Матюшкин Мыс состояла из 25 хозяйств. В административном отношении являлась центром Матюшкинского сельсовета Колпашевского района Томского округа Сибирского края.
В 1960-е годы деревня попала в разряд не перспективных и по планам должна была быть сселена к 1975 году.
Постановлением Государственной Думы Томской области от 29 июля 2004 года № 1361 деревня Матюшкино исключена из учётных данных.

## Население
| 1926 | 1939 | 1959 | 1970 | 1979 | 1989 | 2002 |
| ---- | ---- | ---- | ---- | ---- | ---- | ---- |
| 130  | ↗259 | ↘211 | ↘52  | ↘11  | ↘2   | ↘0   |

В 1926 году основным населением деревни были русские.